# Franzenbach (Seffersbach)
Der Franzenbach ist ein Flachlandbach im Gemeindegebiet von Brotdorf im saarländischen Landkreis Merzig-Wadern. Nach etwa 3 km langem Lauf nach Südsüdosten mündet er im Dorf Brotdorf von rechts in den Seffersbach.

## Verlauf
Der Franzenbach entspringt am Rande einer Waldlichtung im Brotdorfer Forst auf 224 m ü. NN. Er verläuft stets nahe der Mettlacher Straße, verlässt bald den Wald und erreicht nach einem Drittel seines Weges zuletzt zwischen Wald linksseits und offener Flur rechtsseits den Ortsrand von Brotdorf. Er mündet auf einer auf Höhe von 195 m ü. NN gleich nach dem umsiedelten Talsportplatz in den Seffersbach.

## Natur und Umwelt
Der Franzenbach zeichnet sich durch eine ausgezeichnete Wasserqualität aus. Mit der Verordnung über die Festsetzung eines Wasserschutzgebietes in den Stadtteilen Merzig, Brotdorf und Besseringen der Kreisstadt Merzig und den Ortsteilen Losheim, Hausbach und Bachem der Gemeinde Losheim vom 23. April 1991 wurde unter anderem der Franzenbach als Wasserschutzgebiet ausgewiesen. Eine Untersuchung der Stadtwerke Merzig ergab Konzentrationen von 5,22 mg/l Natrium, 1,79 mg/l Kalium, 9,03 mg/l Magnesium, 17,04 mg/l Calcium, 11,12 mg/l Chlorid, 2,16 mg/l Sulfat, 6,73 mg/l Nitrat und unter 0,005 mg/l Nitrit bei einer Wasserhärte von 4,60 °dH, was dem Härtebereich I entspricht.
Der Oberlauf des Franzenbach wird zur Forellenzucht genutzt.